# Поляни (Вілейський район)
Поляни (біл. вёска Паляны) — село в складі Вілейського району Мінської області, Білорусь. Село підпорядковане Стешицькій сільській раді, розташоване в північній частині області.

## Історія
У 1921–1945 роках село знаходилось у Польщі, у Вільнюській воєводстві, Вілейського повіту, гміні Довгиново.

## Населення
- 1866 рік - 117 люди, 10 будинки[1]
- 1921 рік - 233 люди, 34 будинки[2].
- 1931 рік - 244 люди, 41 будинки[3].